# NGC 7453
NGC 7453 est constitué de trois étoiles situées dans la constellation d'Andromède. L'astronome américain Christian Peters a enregistré la position de ces étoiles le 24 novembre 1852.

## Description
Ces trois étoiles de NGC 7453 sont WISEA J230125.23-062120.8, 2MASS J23012548-0621262 -- Star et TYC 5248-809-1. Le tableau ci-dessous résume leurs principales propriétés.
| Nom                       | α                 | δ                 | P (mas)        | d (pc)  | μα* (mas/an) | μδ* (mas/an) | mV    | v (km/s)        |
| ------------------------- | ----------------- | ----------------- | -------------- | ------- | ------------ | ------------ | ----- | --------------- |
| WISEA J230125.23-062120.8 | 23h 01m 25,2355s  | -06° 21′ 21,470″  | ?              | ?       | ?            | ?            | ?     | ?               |
| 2MASS J23012548-0621262   | 23h 01m 25,47704s | -06° 21′ 26,2800″ | ?              | ?       | ?            | ?            | ?     | -11,463 ± 0,074 |
| TYC 5248-809-1            | 23h 01m 25,5508s  | -06° 21′ 08,7959″ | 1,6285 ± 0,164 | 614 ± 6 | 6,261        | -4,472       | 11,77 | -6,88 ± 1,72    |